# Глогова (Лодзинське воєводство)
Глогова (пол. Głogowa) — село в Польщі, у гміні Кросневиці Кутновського повіту Лодзинського воєводства.
Населення — 217 осіб (2011).
У 1975-1998 роках село належало до Плоцького воєводства.

## Демографія
Демографічна структура станом на 31 березня 2011 року:
|          | Загалом | Допрацездатний вік | Працездатний вік | Постпрацездатний вік |
| -------- | ------- | ------------------ | ---------------- | -------------------- |
| Чоловіки | 111     | 23                 | 79               | 9                    |
| Жінки    | 106     | 20                 | 62               | 24                   |
| Разом    | 217     | 43                 | 141              | 33                   |